# Joanna Kulig
Joanna Kulig (ur. 24 czerwca 1982 w Krynicy-Zdroju) – polska aktorka filmowa, telewizyjna i teatralna, piosenkarka, dwukrotna laureatka Orła: za drugoplanową rolę w filmie Sponsoring i za pierwszoplanową rolę w filmie Zimna wojna, za który otrzymała także Europejską Nagrodę Filmową.

## Życiorys

### Wykształcenie
Pochodzi ze wsi Muszynka koło Krynicy-Zdroju. W dzieciństwie śpiewała w chórze kościelnym i uczyła się gry na fortepianie. Ukończyła Państwową Szkołę Muzyczną im. F. Chopina w Krynicy-Zdroju (klasa fortepianu), a następnie Technikum Hotelarskie w Zespole Szkół Gastronomicznych nr 1 w Krakowie (2002) i Zespół Państwowych Szkół Muzycznych II stopnia im. M. Karłowicza w Krakowie (klasa śpiewu solowego). Jest absolwentką Państwowej Wyższej Szkoły Teatralnej im. Ludwika Solskiego w Krakowie (2007), którą ukończyła ze specjalizacją wokalno-estradową.

### Kariera
W 1998 zwyciężyła w jednym z odcinków programu Szansa na sukces, w którym zaśpiewała utwór Grzegorza Turnaua „Między ciszą a ciszą”, a w koncercie finałowym sezonu zajęła trzecie miejsce. W 2001 nagrała album studyjny z kolędami. W 2002 wzięła udział w przesłuchaniach do drugiej edycji programu Idol, jednak nie dostała się do stawki finałowej.
Na scenie teatralnej zadebiutowała w trakcie studiów krakowskiego PWST, grając Hermię w sztuce Sen nocy letniej wystawianą w Starym Teatrze w Krakowie.

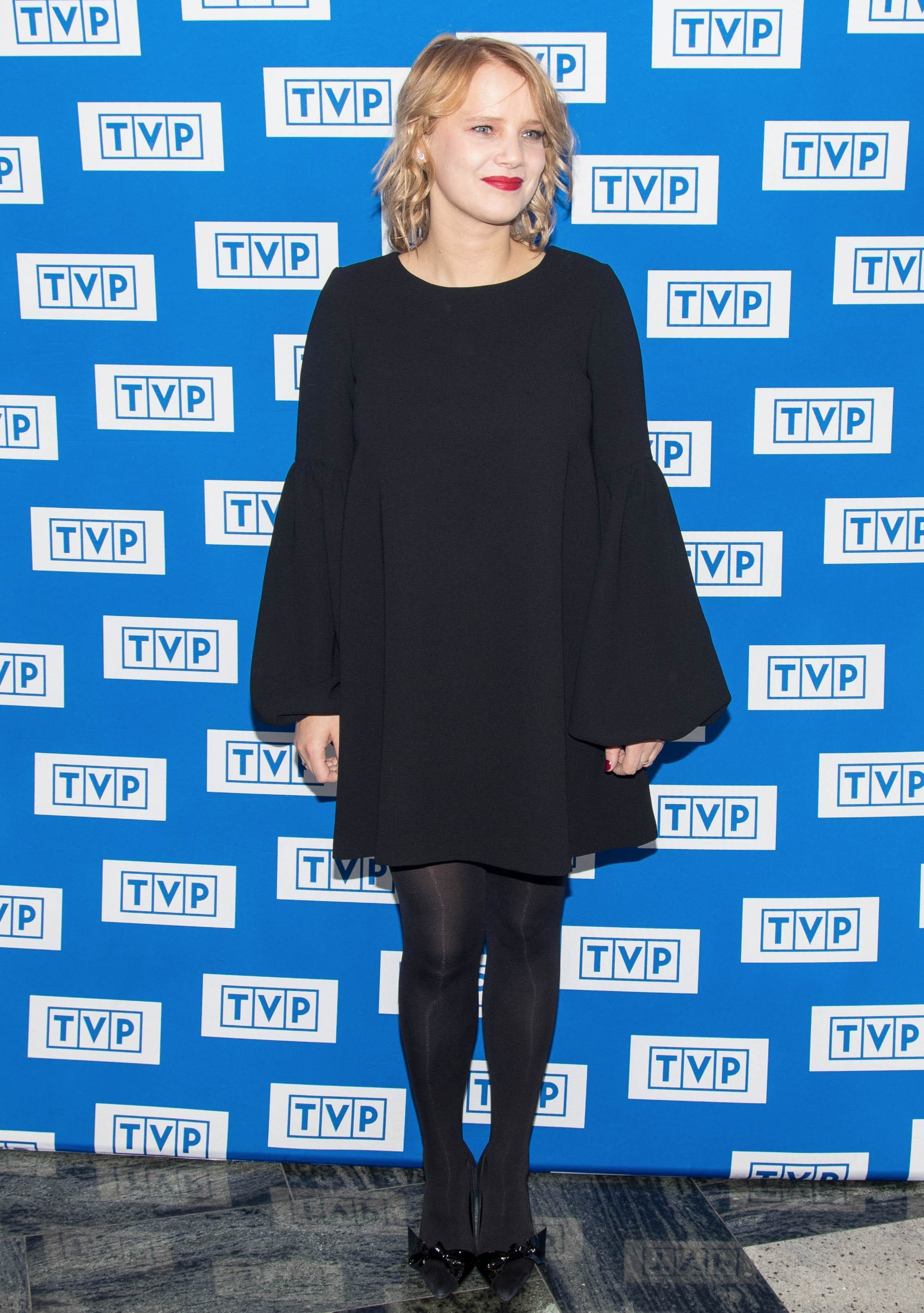
Joanna Kulig (2017)

Za rolę Alicji w dramacie Małgorzaty Szumowskiej Sponsoring (2011) odebrała Orła za najlepszą drugoplanową rolę kobiecą. Zagrała także niewielką rolę w amerykańsko-niemieckim filmie Hansel i Gretel: Łowcy czarownic (2013) z Ethanem Hawkiem, Kristin Scott Thomas i Juliette Binoche. Za główną rolę Zuli Lichoń w melodramacie Pawła Pawlikowskiego Zimna wojna (2018) otrzymała Orła za najlepszą główną rolę kobiecą i Europejską Nagrodę Filmową.

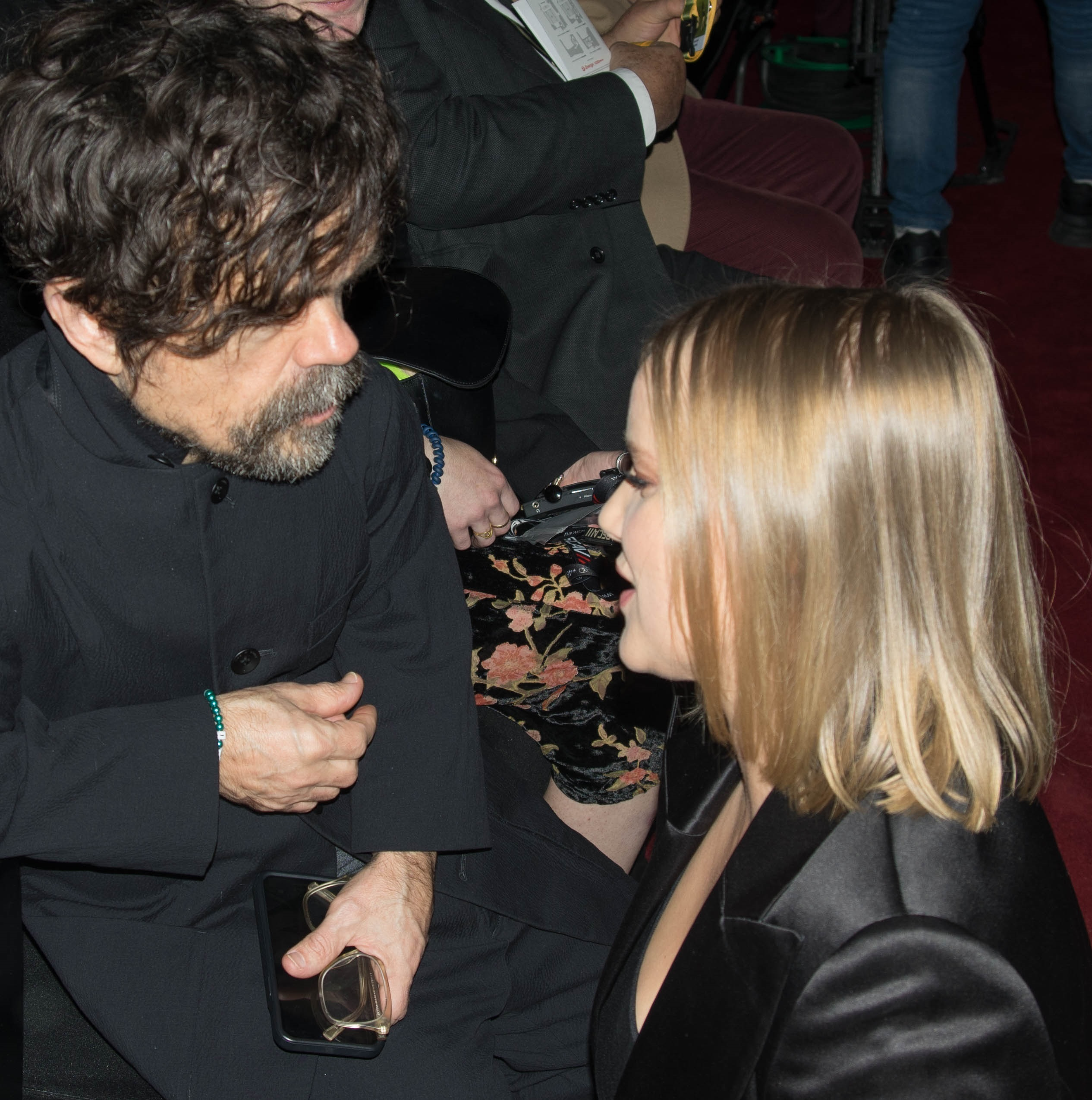
J. Kulig i P. Dinklage 2023

Zasiadała w jury sekcji „Un Certain Regard” na 75. MFF w Cannes (2022).
Za działalność na rzecz osób niepełnosprawnych otrzymała Medal Świętego Brata Alberta przyznany przez kapitułę powołaną przez Fundację im. Brata Alberta (2023).
W styczniu 2024 roku ogłoszono oficjalnie, że została członkinią Amerykańskiej Akademii Filmowej.

## Życie prywatne
Pochodzi z rodziny o artystycznych tradycjach. Ma czworo rodzeństwa, a jedną z jej sióstr jest Justyna Schneider.
Jej mężem jest reżyser i scenarzysta Maciej Bochniak, z którym ma syna, Jana (ur. 2019).

## Filmografia

### Filmy
| Rok  | Tytuł                            | Rola                                           |
| ---- | -------------------------------- | ---------------------------------------------- |
| 2007 | Środa, czwartek rano             | Teresa                                         |
| 2009 | I Love You So Much               | Ewelina                                        |
| 2010 | Milion dolarów                   | Zuzanna                                        |
| 2010 | Maraton tańca                    | Agnieszka                                      |
| 2010 | Zagubiony czas                   | Magdalena Limonowska                           |
| 2011 | Sponsoring                       | Alicja                                         |
| 2011 | Kobieta z piątej dzielnicy       | Ania                                           |
| 2011 | Los numeros                      | Sylwia, siostra Ani                            |
| 2012 | Nieulotne                        | Marta, koleżanka Kariny                        |
| 2013 | Hansel i Gretel: Łowcy czarownic | rudowłosa czarownica                           |
| 2013 | Ida                              | piosenkarka                                    |
| 2014 | Warsaw by Night                  | kobieta                                        |
| 2014 | Facet (nie)potrzebny od zaraz    | Patrycja, przyjaciółka Zosi                    |
| 2014 | Way Back Home                    | Yalka                                          |
| 2015 | Disco polo                       | Anka „Gensonina”                               |
| 2016 | Niewinne                         | siostra Irena                                  |
| 2016 | Pitbull. Niebezpieczne kobiety   | Zuza                                           |
| 2018 | Zimna wojna                      | Zula Lichoń                                    |
| 2018 | Kler                             | Hanka Tomala, gospodyni i kochanka ks. Trybusa |
| 2018 | Miłość jest wszystkim            | Magda                                          |
| 2018 | 7 uczuć                          | mama Gosi                                      |
| 2019 | Safe Inside                      | Sylvie                                         |
| 2019 | Ja teraz kłamię                  | agentka                                        |
| 2021 | Każdy wie lepiej                 | Ania                                           |
| 2022 | Kompromat                        |                                                |
| 2023 | Miłość bez ostrzeżenia           | Magdalena Szyszkowska                          |
| 2023 | Zbrodnie pamięci                 | Annie                                          |
| 2023 | Kobieta z...                     | Iza                                            |

### Seriale
| Rok       | Tytuł                       | Rola                                    | Uwagi               |
| --------- | --------------------------- | --------------------------------------- | ------------------- |
| 2006      | Pensjonat pod Różą          | Kasia                                   | odc. 104, 105       |
| 2007      | Ekipa                       | Magdalena Nowasz, córka Henryka         | odc. 1, 6, 13       |
| 2008      | Czas honoru                 | „Mucha”, członek oddziału Bronka        | odc. 4, 5, 7, 8, 10 |
| 2008      | Teraz albo nigdy!           | Zyta                                    | odc. 5, 10–11, 13   |
| 2008      | Trzeci oficer               | Halina                                  | odc. 1              |
| 2009      | Janosik. Prawdziwa historia | dziewczyna                              | głos                |
| 2009      | Ojciec Mateusz              | Dorota Mielnicka                        | odc. 21             |
| 2010–2011 | Szpilki na Giewoncie        | Wika Bura, współpracownica Ewy          | odc. 1–15           |
| 2012      | Szpiedzy w Warszawie        | Renata                                  | odc. 1              |
| 2012      | Na krawędzi                 | Sylwia Zawada, żona Edwarda             |                     |
| 2014      | Zbrodnia                    | Monika Krajewska                        |                     |
| 2014–2018 | O mnie się nie martw        | Iga Małecka                             |                     |
| 2018      | Pułapka                     | Justyna Mateja, starszy aspirant        | odc. 1–3            |
| 2019      | Hanna                       | Johanna Zydek                           |                     |
| 2020      | The Eddy                    | Maja                                    | Odc 1-8             |
| 2021      | Pajęczyna                   | Kornelia Titko                          |                     |
| 2024      | Władcy przestworzy          | pracownica Polskiej Ambasady w Londynie |                     |
| 2024      | Ołowiane dzieci             | Jolanta Wadowska-Król                   |                     |

## Teatr
| Tytuł                                        | Rok  | Rola                  | Uwagi                                                                          | Źródło |
| -------------------------------------------- | ---- | --------------------- | ------------------------------------------------------------------------------ | ------ |
| Sen nocy letniej                             | 2006 | Hermia                | reżyseria: Maja Kleczewska, Stary Teatr im. Heleny Modrzejewskiej w Krakowie   | [ 20 ] |
| Sejm kobiet                                  | 2007 | Dziewczyna            | reżyseria: Mikołaj Grabowski, Stary Teatr im. Heleny Modrzejewskiej w Krakowie | [ 20 ] |
| Oresteja                                     | 2007 | Tejsifone             | reżyseria: Jan Klata, Stary Teatr im. Heleny Modrzejewskiej w Krakowie         | [ 20 ] |
| Operetka                                     | 2007 | b.d.                  | reżyseria: Mikołaj Grabowski, Krakowski Teatr Scena STU                        | [ 20 ] |
| Oczyszczenie                                 | 2007 | Charakteryzatorka     | reżyseria: Petr Zelenka, Stary Teatr im. Heleny Modrzejewskiej w Krakowie      | [ 20 ] |
| Pastorałka                                   | 2007 | Anioł/Kolędnik        | reżyseria: Laco Adamík, Teatr Telewizji                                        | [ 20 ] |
| Zakochany Paryż                              | 2008 | b.d.                  | reżyseria: Krzysztof Jasiński, Kieleckie Centrum Kultury                       | [ 20 ] |
| Doktor Halina                                | 2008 | Halina Szwarc         | reżyseria: Marcin Wrona, Teatr Telewizji                                       | [ 20 ] |
| Sonata Belzebuba                             | 2009 |                       | reżyseria: Krzysztof Jasiński, Krakowski Teatr Scena STU                       | [ 20 ] |
| Wassa Żeleznowa                              | 2010 | Natalia               | reżyseria: Waldemar Raźniak, OCH-Teatr w Warszawie                             | [ 20 ] |
| Król Lear                                    | 2010 | Kordelia              | reżyseria: Krzysztof Jasiński, Krakowski Teatr Scena STU                       | [ 20 ] |
| Smuteczek, czyli ostatni naiwni              | 2011 | Pani Redaktor Sasanna | reżyseria: Maciej Stuhr, przedstawienie impresaryjne                           | [ 20 ] |
| Chopin                                       | 2013 | Kornelia              | reżyseria: Marcin Wrona, Teatr Palladium w Warszawie                           | [ 20 ] |
| Niech no tylko zakwitną jabłonie             | 2014 | Kokota Mimi/Hela      | reżyseria: Wojciech Kościelniak, Teatr Ateneum w Warszawie                     | [ 20 ] |
| Katarantka                                   | 2014 | Podaj Mi Rękę         | reżyseria: Tomasz Man, Teatr Polskiego Radia                                   | [ 20 ] |
| Śmierć w Wenecji                             | 2015 | Tadzio                | reżyseria: Tomasz Man, Teatr Polskiego Radia                                   | [ 20 ] |
| Róbmy swoje. Piosenki Wojciecha Młynarskiego | 2016 | b.d.                  | reżyseria: Wojciech Borkowski, Teatr Ateneum w Warszawie                       | [ 20 ] |
| Dom kobiet                                   | 2016 | Róża                  | reżyseria: Wiesław Saniewski, Teatr Telewizji                                  | [ 20 ] |
| Woody love                                   | 2016 | Emma                  | reżyseria: Katarzyna Michałkiewicz, Teatr Polskiego Radia                      | [ 20 ] |
| Zwierzęca zajadłość                          | 2016 | b.d.                  | reżyseria: Tomasz Man, Teatr Polskiego Radia                                   | [ 20 ] |
| Futbolistki                                  | 2017 | dziewczyna kapitana   | reżyseria: Tomasz Man, Teatr Polskiego Radia                                   | [ 20 ] |

## Dyskografia

### Notowane utwory
| Tytuł                                                                                   | Rok  | Pozycja na liście | Album                |
| Tytuł                                                                                   | Rok  | SLiP              | Album                |
| --------------------------------------------------------------------------------------- | ---- | ----------------- | -------------------- |
| O.S.T.R., Waldemar Kasta, Joanna Kulig, Joanna Lewandowska – „Dziś idę walczyć – Mamo!” | 2014 | 14                | Nowe pokolenie 14/44 |

Albumy
| Album                                                               | Rok  | Utwór                                                                          | Źródło |
| ------------------------------------------------------------------- | ---- | ------------------------------------------------------------------------------ | ------ |
| Grzegorz Turnau – Nawet                                             | 2002 | śpiew w utworach „Liryka, liryka”, „Gniew”, „Oddal żal”, „Sancho (dytyramb)”   | [ 22 ] |
| Nowe pokolenie 14/44 (Mateusz „Matheo” Schmidt i Grzech Piotrowski) | 2014 | O.S.T.R., Kasta, Joanna Kulig, Joanna Lewandowska – „Dziś idę walczyć – Mamo!” | [ 23 ] |

## Nagrody i nominacje
| Rok  | Festiwal, nagroda                              | Kategoria                                                          | Za                            | Wynik     |
| ---- | ---------------------------------------------- | ------------------------------------------------------------------ | ----------------------------- | --------- |
| 2019 | Polskie Nagrody Filmowe                        | Najlepsza główna rola kobieca                                      | Zimna wojna                   | Wygrana   |
| 2014 | Polskie Nagrody Filmowe                        | Najlepsza drugoplanowa rola kobieca                                | Nieulotne                     | Nominacja |
| 2013 | Polskie Nagrody Filmowe                        | Najlepsza drugoplanowa rola kobieca                                | Sponsoring                    | Wygrana   |
| 2012 | Festiwal Polskich Filmów Fabularnych w Gdyni   | Nagroda miesięcznika „Elle” – „Kryształowa Gwiazda Elle”           | Sponsoring                    | Wygrana   |
| 2012 | Festiwal Polskich Filmów Fabularnych w Gdyni   | Najlepsza aktorka drugoplanowa                                     | Sponsoring                    | Wygrana   |
| 2007 | Festiwal Polskich Filmów Fabularnych w Gdyni   | Nagroda Prezydenta Miasta Gdyni za debiut aktorski                 | Środa, czwartek rano          | Wygrana   |
| 2018 | Europejska Nagroda Filmowa                     | Najlepsza aktorka                                                  | Zimna wojna                   | Wygrana   |
| 2012 | Złota Kaczka                                   | Najlepsza aktorka                                                  | Sponsoring                    | Nominacja |
| 2011 | Złota Kaczka                                   | Najlepsza aktorka                                                  | Milion dolarów, Maraton tańca | Nominacja |
| 2008 | Złota Kaczka                                   | Najlepsza aktorka                                                  | Środa, czwartek rano          | Nominacja |
| 2019 | Międzynarodowy Festiwal Filmowy w Palm Springs | Nagroda FIPRESCI dla najlepszej aktorki w filmie nieanglojęzycznym | Zimna wojna                   | Wygrana   |
| 2008 | Festiwal Filmowy „Młodzi i Film” w Koszalinie  | Nagroda Jantar za najlepszy debiut aktorski – rola kobieca         | Środa, czwartek rano          | Wygrana   |
| 2009 | Festiwal Teatrów Telewizji „Dwa Teatry”        | Najlepsza rola kobieca                                             | Doktor Halina                 | Wygrana   |
| 2019 | Telekamery                                     | Najlepsza aktorka                                                  |                               | Wygrana   |
| 2016 | Telekamery                                     | Najlepsza aktorka                                                  |                               | Nominacja |
| 2015 | Telekamery                                     | Najlepsza aktorka                                                  |                               | Nominacja |
| 2018 | Glamour                                        | Kobieta Roku                                                       |                               | Wygrana   |
| 2018 | Filmweb                                        | Najlepszy duet (wraz z Tomaszem Kotem)                             | Zimna wojna                   | Nominacja |
| 2018 | Festiwal Aktorstwa Filmowego we Wrocławiu      | Najlepsza pierwszoplanowa rola kobieca                             | Zimna wojna                   | Nominacja |
| 2018 | Transatlantyk Festival w Łodzi                 | Najlepsza aktorka                                                  |                               | Wygrana   |
| 2019 | Paszport „Polityki”                            | Film                                                               |                               | Wygrana   |